# 아지무정
아지무정(安心院町)은 오이타현 북부 우사군에 속했던 정이다. 

## 지리
남단에 우뚝 솟은 다테이시산(해발 1059m)를 비롯해 남부에는 산이 많다. 북서쪽에 분지가 있고, 거기서 쓰보보강이 흐른다. 

## 역사
- 1889년 4월 1일 - 정촌제 시행에 수반해 아지무촌이 성립하였다.
- 1938년 10월 1일 - 정으로 승격해 아지무정이 되었다.
- 2005년 3월 31일 - 우사시, 우사군 인나이정과 신설합병해, 새로운 우사시가 되었다.

## 교통

### 도로
- 국도 500호선